# Shambhala
|  | Per a altres significats, vegeu «Regne de Shambhala». |

Shambhala és una muntanya russa del tipus hypercoaster al parc temàtic PortAventura Park, a Salou i Vila-seca. Dissenyada per Bolliger & Mabillard, fou inaugurada el 12 de maig de 2012, moment en què establia tres rècords europeus: la segona muntanya russa més alta d'Europa (76 metres), la caiguda més alta (78 metres) i la hypercoaster més ràpida (134 km/h). L'accelerador vertical Red Force, inaugurat l'abril de 2017 a Ferrari Land (també situat a PortAventura World), va superar-lo amb una altura de 112 metres. La muntanya russa Hyperion, inaugurada el juliol de 2018 al parc temàtic polonès Energylandia, va superar els altres dos rècords, amb una caiguda de 82 metres i una velocitat punta de 142 km/h.
L'atracció està ambientada en el regne de Shambhala, un regne mític i inaccessible localitzat a les serralades de l'Himàlaia segons la filosofia budista. L'obra va costar 25.000.000 €, i és la segona atracció més cara de la història del parc.
El Shambhala se situa en una zona annexa a la Xina, darrere del Dragon Khan, que travessa vins a quatre vegades. Tot i així, degut a la longitud i al tipus d'atracció (hypercoaster), la muntanya russa arriba més enllà de la Xina, fins a la Polinèsia, més concretament a la part darrera de SésamoAventura. Al Shambhala també hi ha un punt de restauració de menjar ràpid, anomenat Dagana.

## Inicis
El 2010, ja aparegueren rumors que PortAventura invertiria en una atracció a càrrec de la consultora de muntanyes russes suïssa Bolliger & Mabillard. El maig de l'any següent, començà a haver-hi especulació sobre la construcció d'un hypercoaster (una muntanya russa amb una caiguda de 60 metres o més) al costat del Dragon Khan. L'estiu d'aquell mateix any, doncs, es va preparar el terreny. L'atracció, fou anunciada uns mesos després, el 24 d'octubre de 2011. Tanmateix, dos dies abans una filtració n'havia revelat els plans.
El mes de novembre de 2011 arribaren les primeres peces del Shambhala, el nom i logotip del qual van ser anunciats oficialment el 18 de gener de 2012. A principi de febrer, la cadena ascensora era enllestida i en conseqüència assolia el punt culminant, i mig mes després, la primera baixada. El 30 de març, els trens ja eren a l'estació de la muntanya russa.
A mitjan abril de 2012 se'n acabà la construcció, en la qual hi participaren més de 300 treballadors originaris de diversos països, entre els quals Alemanya, França, Hongria, Polònia, Suïssa i els Estats Units. Dia 17 d'abril, s'efectuà la primera prova. Es va inaugurar el 12 de maig de 2012 pel president de la Generalitat de Catalunya, Artur Mas.
El 30 de maig, una barra de ferro de la cadena ascensora va caure i en conseqüència el Shambhala va tancar per manteniment fins al 9 de juny. Les causes d'aquest problema tècnic mai van ser revelades.

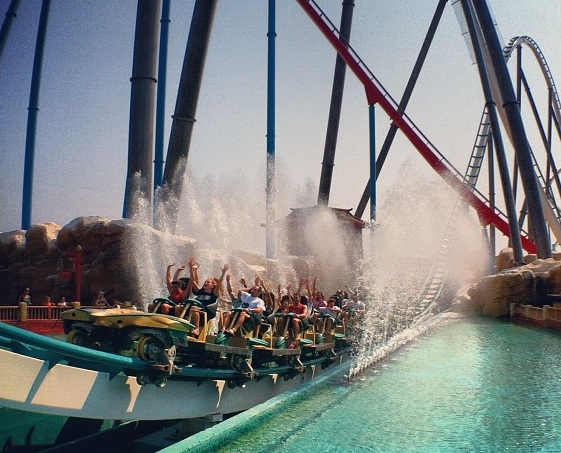
Un dels trens del Shambhala passant pel costat dels aspersors, tot just després de baixar del segon "camelback".

## Recorregut
Des de l'estació de càrrega, el tren gira cap a la dreta i comença a pujar mitjançant l'ascensió per cadena, fins que arriba als 76 metres d'alçada. Tot seguit, fa una caiguda de 78 metres amb una inclinació d'aproximadament 86º, i ateny una velocitat de 134 quilòmetres per hora mentre passa per un túnel. Després de la primera caiguda, gira una mica cap a l'esquerra per fer el primer dels cinc camelbacks: una pujada seguida d'una baixada, ressemblant el gep d'un camell. El primer, amb 60 metres d'alçada, és el més alt dels cinc. Just després, el tren emprèn una mena d'hèlix en forma de vuit, seguit d'un speed hill, un petit turó on s'agafa molta velocitat; una novetat en el món dels hypercoasters i del segon camelback. Baixant del segon camelback, allà on travessa el Dragon Khan, el tren passa per devora d'uns aspersors, que s'activen quan aquest hi és a prop (de manera que sembli que els esquitxos els fa el tren). El tercer i quart camelbacks ho segueixen just abans d'assolir una petita esplanada amb frens d'emergència. Finalment, l'últim camelback va seguit de l'entrada de nou a l'estació. El recorregut sencer dura prop de tres minuts, i la força G màxima que s'hi assoleix és de 3,8G.
L'atracció disposa de fotografies i vídeos dels passatgers mentre fan el recorregut que són venuts a la sortida de l'atracció.

## Aspectes tècnics
La muntanya russa té tres trens fets d'acer i de fibra de vidre. Cada un té vuit vagons amb una capacitat de quatre persones, o 32 persones per tren. L'atracció té una capacitat d'un màxim de 1.680 persones per hora. Al davant de tot del tren hi ha una punta en forma de "V" on no hi caben passatgers que dona una forma més aerodinàmica a l'hypercoaster.
Els seients estan distribuïts de la següent manera: dos a la part de davant del vagó que estan l'un al costat de l'altre, i dos més als extrems anteriors del vagó. Les barres de protecció, que n'hi ha una per seient, tan sols fermen la cintura del passatger, la qual cosa significa que la part superior del cos queda lliure i, per tant, experimenta més sensació de velocitat. A més, dada aquesta configuració a les caigudes la part inferior del cos queda suspesa en l'aire. Aquesta forma de protecció és un dels trets més característics de l'atracció.
El recorregut del Shambala és de més de 1.650 metres de llarg, l'alçada màxima és de 76 metres i l'àrea total ocupada és d'uns 14.000 m². L'atracció pesa devers 1.600 tones, comptant-ne els suports. Uns 4.000 m³ de ciment foren emprats per a construir els fonaments que aguanten els soports, que assoleixen profunditats de 18 m.
Els rails del Shambhala estan pintats de cian, les vies de color blanc, i les columnes de suport de color gris fosc.

## Aspectes econòmics
El Shambhala fou la segona inversió més alta del parc temàtic en tema d'atraccions (25.000.000 €), només superada pel Templo del Fuego (30.000.000 €).

## Temàtica

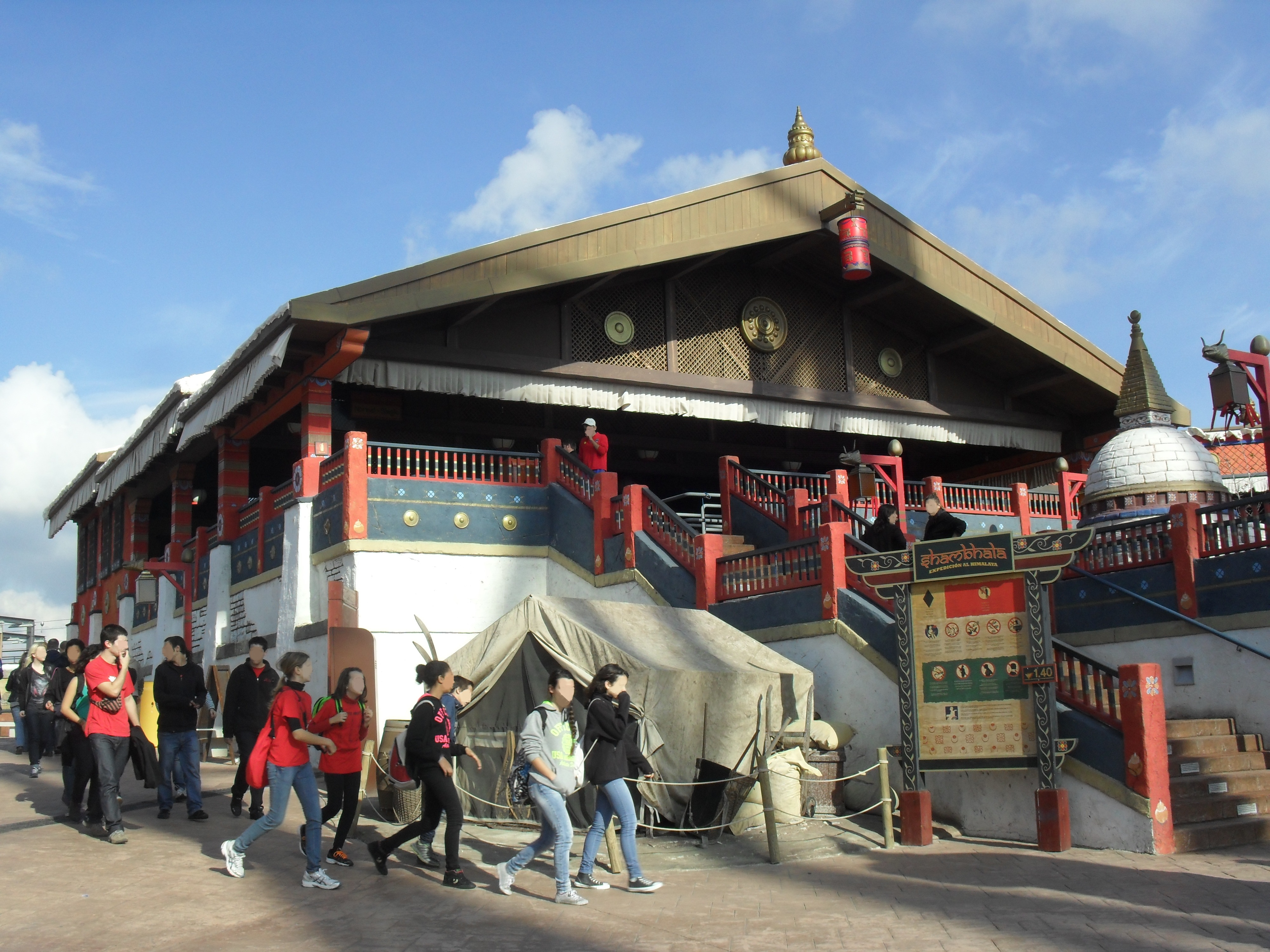
Edifici allà on es fa cua per entrar al Shambhala, l'aparença del qual està basada en una mística ciutat d'or.

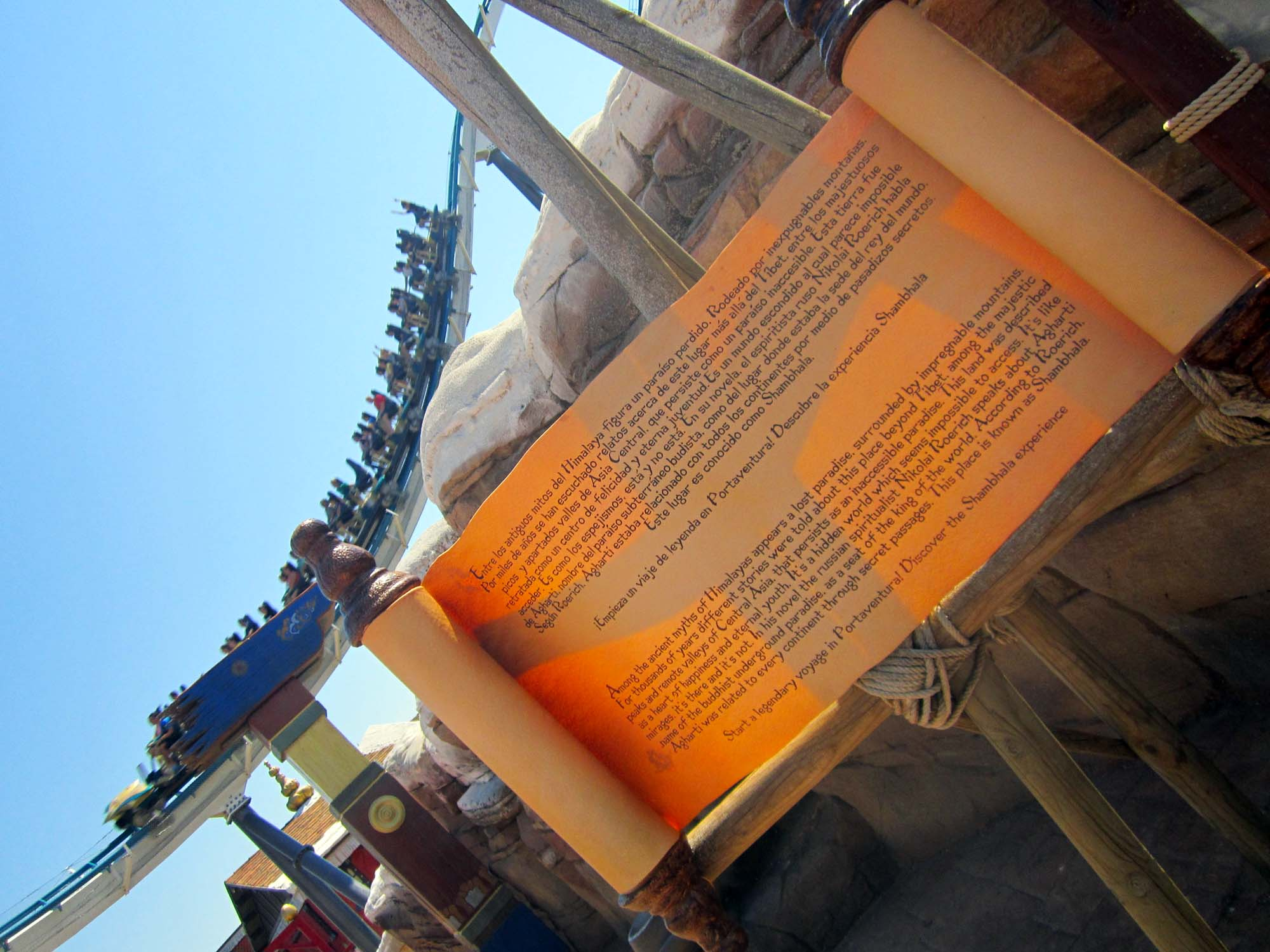
Pergamí a l'entrada del Shambhala, on hi figura la llegenda del regne perdut.

L'atracció està basada en la mítica ciutat perduda de Shambhala, que segons les tradicions budistes és un regne perdut a algun lloc del Tibet inaccessible, retratat com a centre de felicitat i d'eterna joventut. Més concretament, Shambhala: Expedició a l'Himàlaia està basada en les històries de Nicholas Roerich, que descriuen Shambhala com a la seu del rei del món i una terra comunicada amb la resta de continents mitjançant passadissos secrets, així com en Bhutan.
A PortAventura podem aconseguir arribar a Shambhala, gràcies a l'Expedició a l'Himàlaia, una expedició que ha aconseguit trobar aquest lloc perdut. L'entrada principal situada a la Plaça Imperial de la Xina, és un gran portal decorat amb peces daurades. Hi ha elcampament dels expedicionaris que han trobat aquest paradís màgic i un pergamí on es conta la llegenda de Shambala.
Encara que la coaster es troba a la Xina, l'àrea és bastant diferent de la resta de la zona. És decorat amb roques nevades, estàtues de Buda i elements astronòmics, com que els habitants de Shambala eren considerats grans experts d'aquesta disciplina.
Luis Valencia, director tècnic de PortAventura, va comentar en una entrevista, que tot havia estat dissenyat per crear la sensació entre els visitants de trobar-se en un altre lloc «…Shambhala no és un atractiu turístic, és un nou entorn immersiu per als nostres visitants. És el disseny de circuits, els jocs, la música, la presència de Dragon Khan […] i un munt de coses que fer per als que es queden a la terra! és molt visual i des d'aquest punt de vista, crec que som els primers a oferir una impressionant hypercoaster amb tal tema desenvolupat. Volíem una cosa única, i crec que això és tot!»

## Rebuda
Des de la inauguració, Shambhala ha esdevingut tot un símbol de PortAventura. El cap de setmana que fou obert, més de 15.000 persones el provaren i a l'estrena hi assistiren uns noranta representants de la premsa internacional. Just després de l'estrena, la muntanya russa va ser reconeguda com a la millor atracció europea de l'any 2012 per part de la revista Kirmes & Parks. L'atracció acabà sisena en el rànquing de millors muntanyes russes al Best Roller Coaster Poll de Mitch Hawker, l'any 2012.
A la sèrie nord-americana Insane Coaster Wars: World Domination (un programa sobre muntanyes russes) de la cadena Travel Channel, Shambhala hi aparegué al primer episodi de la segona temporada, World's Fastest Coaster (‘Muntanya Russa Més Ràpida del Món’).